# Run Away/Oblivion
『Run Away/Oblivion』（ランナウェイ/オブリビオン）は、[Champagne]（現[Alexandros]）の通算8枚目のシングル。2013年12月25日に、RX-RECORDSからリリースされた。

## 概要
前作「Forever Young」から約8ヶ月半ぶりのシングル。「Starrrrrrr/涙がこぼれそう」以来となる両A面シングルである。
本作の初回盤は、スリーブケース仕様になっており、32ページにもおよぶフォトブックもセットされている。さらに2013年から2014年にかけて行われている全国ツアー、『We Don't Learn Anything Tour 2013-2014』の2014年4月10日から5月10日に行われる、追加公演分の先行予約抽選受付シリアルナンバーも封入されている。
本作で[Champagne]名義最後の作品となった。

## 収録曲
（全作詞・作曲：川上洋平）
1. Run Away [4:20]
打ち込みを使用したエレクトロで壮大な楽曲である[8]。
MVは、ナイキのリストバンド型活動量計「Nike+ FuelBand SE」とのコラボレーションとなっており、MV内でメンバーは手首に「Nike+ FuelBand SE」を装着しながら演奏している[9]。
歌詞に出てくる「Run Away」は、「逃げ出せ」という意味だけではなく、「暴走せよ」という意味も持ち合わせている。
2. Oblivion (feat. LITHIUM HOMME) [3:40]
ファッションブランド「LITHIUM HOMME」の2013年秋冬コレクションテーマ
MVは「LITHIUM HOMME」とコラボレーションしており、映画のようなスケール感を演出している[10]。
3. Rise [5:18]
4thアルバム「Me No Do Karate.」からのリカット曲。
4. Paint Your Socks Into Pink [2:44]
元々「Me No Do Karate.」に収録される予定だった蔵出し音源[11]。
息抜きになる楽曲がほしいということで、本作への収録が決定した[12]。

## チャート成績
オリコンチャートのCDシングル週間ランキングでは、2014年1月6日付のランキングで初登場で最高順位9位を記録し、シングルでは初となるTOP10を獲得した。さらに2013年12月度の月間チャートでは発売初月に1.1万枚を売り上げ、44位を獲得した。